# Ben Harney
Ben Harney (New York, 29 agosto 1952) è un attore e cantante statunitense, noto soprattutto come interprete di musical a Broadway e nel resto degli Stati Uniti.
Ha recitato a Broadway nei musical Purlie (1970),  Don't Bother Me, I Can't Cope (1972), Pippin (1973), The Wiz (1975; tour, 1976) e Ain't Misbehavin' (tour, 1979). Per la sua performance in Dreamgrils a Broadway nel 1981 ha vinto il Tony Award al miglior attore protagonista in un musical.